# Tympanococcus ovalis
Tympanococcus ovalis är en insektsart som beskrevs av Ireneo L. Lit 1992. Tympanococcus ovalis ingår i släktet Tympanococcus och familjen ullsköldlöss.
Artens utbredningsområde är Filippinerna. Inga underarter finns listade i Catalogue of Life.